# Heathcote Lake
Heathcote Lake är en sjö i Kanada.   Den ligger i Thunder Bay District och provinsen Ontario, i den sydöstra delen av landet, 1 200 km väster om huvudstaden Ottawa. Heathcote Lake ligger 413 meter över havet.
I omgivningarna runt Heathcote Lake växer i huvudsak barrskog. Trakten runt Heathcote Lake är nära nog obefolkad, med mindre än två invånare per kvadratkilometer.